# Esqui estilo livre nos Jogos Olímpicos de Inverno de 2018 - Slopestyle feminino
A competição do slopestyle feminino do esqui estilo livre nos Jogos Olímpicos de Inverno de 2018 foi disputada em 17 de fevereiro no Parque de Neve Phoenix, em Pyeongchang.

## Medalhistas
| Ouro   | SUI Sarah Höfflin    |
| Prata  | SUI Mathilde Gremaud |
| Bronze | GBR Isabel Atkin     |

## Programação
Horário local (UTC+9).
| Data            | Horário | Evento                     |
| --------------- | ------- | -------------------------- |
| 15 de fevereiro | 10:00   | 1ª descida de qualificação |
| 15 de fevereiro | 10:52   | 2ª descida de qualificação |
| 15 de fevereiro | 13:00   | 1ª descida final           |
| 15 de fevereiro | 13:28   | 2ª descida final           |
| 15 de fevereiro | 13:56   | 3ª descida final           |

## Resultados

### Qualificação
As doze melhores atletas classificam-se à final.
| Pos. | Ordem | Atleta                         | 1ª descida | 2ª descida | Melhor | Notas |
| ---- | ----- | ------------------------------ | ---------- | ---------- | ------ | ----- |
| 1    | 17    | SWE Emma Dahlström             | 91.40      | 57.60      | 91.40  | Q     |
| 2    | 2     | NOR Tiril Sjåstad Christiansen | 55.80      | 89.00      | 89.00  | Q     |
| 3    | 3     | NOR Johanne Killi              | 87.80      | 64.20      | 87.80  | Q     |
| 4    | 12    | GBR Isabel Atkin               | 13.20      | 86.80      | 86.80  | Q     |
| 5    | 23    | SUI Mathilde Gremaud           | 85.40      | 71.60      | 85.40  | Q     |
| 6    | 18    | USA Devin Logan                | 84.80      | 37.60      | 84.80  | Q     |
| 7    | 10    | SUI Sarah Höfflin              | 83.00      | 21.20      | 83.00  | Q     |
| 8    | 5     | OAR Anastasia Tatalina         | 27.40      | 81.00      | 81.00  | Q     |
| 9    | 15    | CAN Yuki Tsubota               | 65.40      | 78.20      | 78.20  | Q     |
| 10   | 8     | GBR Katie Summerhayes          | 75.80      | 77.60      | 77.60  | Q     |
| 11   | 1     | SWE Jennie-Lee Burmansson      | 17.40      | 77.00      | 77.00  | Q     |
| 12   | 7     | USA Maggie Voisin              | 72.80      | 73.00      | 73.00  | Q     |
| 13   | 22    | KOR Lee Mee-hyun               | 46.80      | 72.80      | 72.80  |       |
| 14   | 9     | OAR Lana Prusakova             | 42.20      | 70.60      | 70.60  |       |
| 15   | 6     | FRA Tess Ledeux                | 69.40      | 28.40      | 69.40  |       |
| 16   | 14    | USA Darian Stevens             | 8.20       | 64.00      | 64.00  |       |
| 17   | 20    | AUT Lara Wolf                  | 10.20      | 66.40      | 66.40  |       |
| 18   | 11    | GER Kea Kühnel                 | 19.40      | 59.60      | 59.60  |       |
| 19   | 21    | FRA Lou Barin                  | 50.60      | 38.40      | 50.60  |       |
| 20   | 13    | CHI Dominique Ohaco            | 16.00      | 38.60      | 38.60  |       |
| 21   | 19    | CAN Dara Howell                | 12.80      | 32.00      | 32.00  |       |
| 22   | 16    | CAN Kim Lamarre                | 22.80      | 23.60      | 23.60  |       |
| 23   | 4     | USA Caroline Claire            | 20.00      | 16.40      | 20.00  |       |

### Final
A final foi composta de 3 descidas, com a melhor descida entrando na pontuação final da atleta.
| Pos. | Ordem | Atleta                         | 1ª descida | 2ª descida | 3ª descida | Melhor | Notas |
| ---- | ----- | ------------------------------ | ---------- | ---------- | ---------- | ------ | ----- |
| 01 ! | 10    | SUI Sarah Höfflin              | 83.80      | 27.80      | 91.20      | 91.20  |       |
| 02 ! | 23    | SUI Mathilde Gremaud           | 88.00      | 29.40      | 29.40      | 88.00  |       |
| 03 ! | 12    | GBR Isabel Atkin               | 68.40      | 79.40      | 84.60      | 84.60  |       |
| 4    | 7     | USA Maggie Voisin              | 26.40      | 37.60      | 81.20      | 81.20  |       |
| 5    | 3     | NOR Johanne Killi              | 10.20      | 76.80      | 54.40      | 76.80  |       |
| 6    | 15    | CAN Yuki Tsubota               | 74.40      | 26.40      | 40.40      | 74.40  |       |
| 7    | 8     | GBR Katie Summerhayes          | 61.40      | 71.40      | 23.20      | 71.40  |       |
| 8    | 1     | SWE Jennie-Lee Burmansson      | 42.00      | 65.00      | 24.40      | 65.00  |       |
| 9    | 2     | NOR Tiril Sjåstad Christiansen | 5.20       | 24.00      | 60.40      | 60.40  |       |
| 10   | 18    | USA Devin Logan                | 22.60      | 56.80      | 10.60      | 56.80  |       |
| 11   | 17    | SWE Emma Dahlström             | 16.60      | 52.40      | 15.40      | 52.40  |       |
| 12   | 5     | OAR Anastasia Tatalina         | 29.40      | 51.20      | 13.00      | 51.20  |       |

Legenda
| Recorde mundial      | Recorde mundial (World record)               |                       | Recorde africano                      | Recorde africano (African) |                                           | Q | Classificado por posição (Qualified) |
| Recorde olímpico     | Recorde olímpico (Olympic record)            | Recorde da América    | Recorde da América (Americas)         | q                          | Classificado por melhor tempo (Qualified) |   |                                      |
| Melhor marca do ano  | Melhor marca do ano (World leading)          | Recorde asiático      | Recorde asiático (Asian)              | DNS                        | Não largou (Did not start)                |   |                                      |
| Recorde nacional     | Recorde nacional (National record)           | Recorde europeu       | Recorde europeu (European)            | DNF                        | Não terminou (Did not finish)             |   |                                      |
| Recorde pessoal      | Recorde pessoal do atleta (Personal best)    | Recorde da Oceania    | Recorde da Oceania (Oceania)          | DSQ / DQ                   | Desclassificado (Disqualified)            |   |                                      |
| Recorde da temporada | Recorde da temporada do atleta (Season best) | Recorde sul-americano | Recorde sul-americano (South America) | NM                         | Sem marca (No mark)                       |   |                                      |